# Santorre di Santa Rosa
 (octobre 2011).
Si vous disposez d'ouvrages ou d'articles de référence ou si vous connaissez des sites web de qualité traitant du thème abordé ici, merci de compléter l'article en donnant les références utiles à sa vérifiabilité et en les liant à la section « Notes et références ».
Santorre de Santa Rosa, de son vrai nom Santorre Filippo Derossi, comte de Pomerolo, seigneur de Santarosa, né le 18 novembre 1783 à Savillan, dans l'actuelle province de Coni, au Piémont, mort le 9 mai 1825 sur l'île de Sphactérie, près de Navarin, est un militaire, homme politique, révolutionnaire et aventurier  italien. Il fut maire de sa ville natale et ministre de la guerre au gouvernement provisoire de Charles-Félix de Savoie, roi de Sardaigne

## Famille
Le père de Santorre, Michele Derossi di Santa Rosa, comte de Pomerolo, est un colonel et aide de camp du roi. Accusé d'être jacobin, traîné devant les tribunaux, il est démis de ses fonctions. Sa mère Pauline de Regard de Ballon, noble famille savoyarde, met au monde Santorre, seul enfant issu de ce mariage.
Santorre épouse en 1806  Carlotta, fille du comte Giulio Corsi, avec qui, il aura un fils Teodoro (Savillan 1812 - Turin 17 juillet 1860), inspecteur général, conseiller d'État et membre du Parlement de la quatrième législature,.

## Biographie

### Premières années
Santorre, à peine âgé d'une dizaine d'années, suit son père sur les champs de bataille. La mort du colonel de Santa-Rosa, tué en 1796 lors de la bataille de Mondovi, les victoires des troupes révolutionnaires françaises et l'occupation du Piémont mettent cependant fin à la carrière militaire du jeune Santorre. Il se retire dans sa maison familiale de Savillan et poursuit ses études à l'université de Turin, où il suit une formation classique, entouré de professeurs de lettres de renom comme le célèbre abbé Tommaso Valperga di Caluso. Il est élu maire conservateur dans le canton de La Spezia à l'âge de vingt-quatre ans. Cette fonction lui permet d'acquérir des compétences dans les affaires civiles et forge son caractère, et un goût pour la politique.
Quoique hostile à l'administration française qui gouverne le Piémont, il accepte le poste de sous-préfet de La Spezia, dans le département des Apennins. Il occupe cette fonction de 1812 à la restauration. Les fonctionnaires qui refusent la collaboration sont expulsés de Turin, ce qui provoque l'indignation et la colère du peuple qui manifeste dans les rues. Après vingt-trois ans d’occupation française et la défaite de Napoléon, Santa Rosa en appelle au retour de la maison de Savoie. Au cours des Cent-Jours, et, craignant que le retour de Napoléon à Paris n'entraîne une nouvelle guerre, il quitte le service civil pour s'engager dans l'armée avec le grade de capitaine au sein du 1er bataillon de grenadiers de la garde royale, mais, en 1815 après la défaite définitive de Napoléon, il quitte l'armée pour entrer au ministère de la guerre. Il épouse Carolina Corsi di Viano, sans fortune, avec qui il aura cinq enfants, trois garçons et deux filles Les trois garçons vont mourir encore enfants.

### Insurrection
Le 6 mars 1821, Santorre et des généraux se réunissent, autour de Charles-Albert de Sardaigne, afin de préciser les actions à mettre en œuvre pour soutenir les partisans d'une réforme constitutionnelle. Charles-Albert manifeste d'abord son embarras tandis que Santorre émet des doutes sur les véritables intentions du prince. Le rôle de Charles-Albert étant de première importance, il permet à Santorre et à ses compagnons d'envoyer un message aux unités militaires basées à Alexandrie qui, le 10 mars 1821, sous l'influence des carbonari, se soulèvent.
L'insurrection éclate contre l'occupant à Milan, suivie des villes de Verceil et de Turin. Une proclamation est adressée au peuple, déclarant l'adoption d'une constitution, établie sur le modèle de la constitution espagnole de 1812 élaborée à Cadix. Cette constitution prévoit davantage de droits et de liberté pour le peuple et des pouvoirs limités pour le souverain. Charles-Albert, en l'absence du roi, institue un gouvernement provisoire, accorde la constitution et nomme Santorre ministre de la guerre en remplacement du major-général Emanuele Pes di Villamarina (21 mars 1821).
L'Autriche réprime violemment l’insurrection. L'émeute de l'Université du Piémont s'achève dans un bain de sang. La révolution avortée provoque le départ d'un millier de révoltés vers Gênes et l'exil de deux cents autres en France et en Suisse. Des officiers supérieurs tels que le marquis Antoine Marie Philippe Asinari de Saint-Marsan, le commandant de la cavalerie légère Guglielmo Moffa comte de Lisio et Giacinto di Collegno sont contraints de briser leur épée devant les troupes ennemies autrichiennes. En avril 1821, Santa Rosa, ayant été un des premiers à avoir rejoint l'insurrection, est contraint de s'exiler à Barcelone puis en Suisse où il écrit ses mémoires en italien et en français et sur l'histoire de la révolution, intitulé De la révolution piémontaise avec une épigraphe d'Alfieri[Lequel ?] « Sta la forza per lui, per me sta il vero ».

### Exil en France

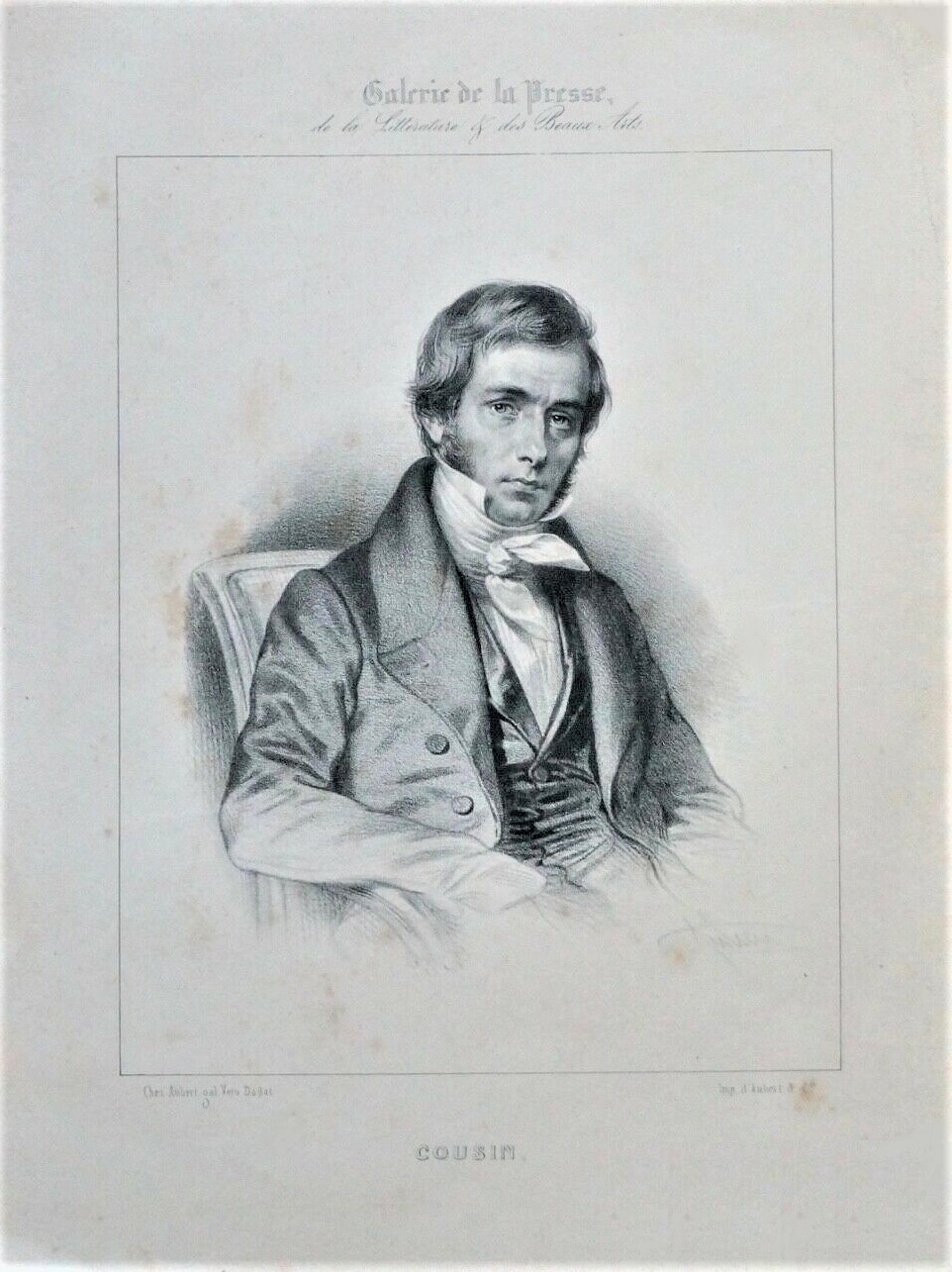
Victor Cousin.
Portrait par François Séraphin Delpech
(v. 1820).

Santa Rosa, banni du Piémont, se rend à Paris sous le faux nom de Paul Conty. Le gouvernement français le fait surveiller par Franchet d'Esperey, directeur général de la police, et Guy Delavau, préfet de police de Paris. Il se réfugie à Auteuil, dans la maison prêtée par son ami Auguste Viguier, directeur des études à l'École normale de Paris. Il est emprisonné, puis jugé et acquitté. Le philosophe Victor Cousin (il écrira 49 pages éditées sur son ami Santa-Rosa en 1840) se prend d'amitié pour lui. Stendhal, admirateur des penseurs indépendants, s'entoure de réfugiés italiens comme Vincenzo Monti, Silvio Pellico, Pietro Borsieri, Melchiorre Gioia, Ermes Visconti et Federico Confalonieri, tous amis de Santa Rosa. Santorre de Santa Rosa décide de se réfugier en Angleterre. Il obtient avec difficulté une autorisation de sortie du territoire français.

### Exil en Angleterre
En octobre 1822, il se rend à Londres, pour rejoindre ses amis piémontais, le comte Luigi Porro Lambertenghi, Ugo Foscolo et Giovanni Berchet de Milan, ainsi que d'autres exilés italiens victimes de la répression autrichienne.

### Grèce insurgée
Le 1er novembre 1824, Santa-Rosa, oisif, se sentant inutile à la cause qu'il défend, quitte Nottingham et demande aux trois émissaires du gouvernement grec postés à Londres, l'autorisation de défendre l'indépendance grecque. Deux d'entre eux favorisent son voyage, lui promettant un poste dans l'armée ou au gouvernement. Il dit à son ami Giacinto di Collegno « Je me sens, pour la Grèce, un amour qui a quelque chose de solennel. C'est le berceau de Socrate! Le peuple grec est brave et bon, des siècles d'esclavage n'ont pas détruit sa bonne moralité. Je considère que la Grèce est une nation sœur ». Il écrit aussi à son ami le comte Luigi Porro en exil à Marseille sur sa décision de partir.
Le 10 décembre 1824, il arrive à Nauplie en Grèce, et deux semaines plus tard, il se présente au secrétariat général, en présentant les lettres de recommandation des députés grecs ; le gouvernement le traite avec froideur et ne lui propose pas de poste. Le 2 janvier 1825, il visite le sanctuaire d'Épidaure, l'île d'Égine et son temple, puis débarque au Pirée le 5 janvier, pour arriver enfin à Athènes le lendemain.
N'ayant aucune réponse des autorités grecques, il insiste pour participer à une expédition prévue contre Patras. Sous prétexte que son nom, trop connu, compromettrait le gouvernement grec vis-à-vis de la Sainte-Alliance, on lui conseille de prendre un autre nom s'il souhaite rester en Grèce. Santa-Rosa part donc de Nauplie le 10 avril 1825, habillé et armé comme un soldat grec, sous le nom de « Derossi ». Il rejoint le quartier-général de Tripoli, pour s'enrôler dans l'armée destinée au siège de Patras, qui se dirige finalement vers Navarin menacée par Ibrahim pacha.
Santa-Rosa demande à accompagner le prince Alexandre Maurocordato, parti reconnaître les positions militaires égyptiennes. Le 19 avril 1825, Santa-Rosa participe aux engagements contre les troupes d'Ibrahim Pacha, et entre avec les troupes grecques dans la ville de Navarin le 21 avril 1825.

### Bataille de Sphactérie et mort
Le 7 mai 1825, la flotte grecque se déplace vers le nord et les Égyptiens menacent l'île de Sphactérie, seule protection du port, occupée par un millier d'hommes et quinze canons ; une centaine de volontaires sont envoyés sur l'île, dont Santa-Rosa. Le 8 mai 1825, à neuf heures du matin, il écrit à son ami Giacinto di Collegno : « Uno sbarco non mi pare impraticabile sul punto alle difesa del quale io mi trovo ». À onze heures, l'île est attaquée et capturée par les Égyptiens; Santa-Rosa trouve la mort au cours des combats.

## Décoration
- : Grand croix de l'Ordre des Saints-Maurice-et-Lazare :

## Écrits et publications
- De la révolution piémontaise. Troisième édition. Revue, corrigée et augmentée de notes et de l'analyse de la constitution sicilienne, Paris, 1822.